# Alphonsine Cheusi
Alphonsine Kalume Asengo Cheusi (née en 1955) est une magistrate congolaise, qui est devenue en octobre 2020, la première femme à être choisie comme membre de la Cour constitutionnelle de la république démocratique du Congo. Jusqu'à sa nomination, les neuf juges ont toujours été des hommes. Plus tôt dans sa carrière, elle est devenue en 2013 conseillère à la Cour suprême de la république démocratique du Congo et en 2018, conseillère au Conseil d'État,,.

## Biographie
Née le 9 mai 1955 à Kalemie sur le lac Tanganyika dans le sud-est de la RDC, elle est élevée dans la province du Maniema. Diplômée en droit économique de l'université de Kinshasa en 1983, après avoir obtenu un diplôme d'État en 1974, elle a occupé le poste de chef de la division unique de la direction du droit, de la liberté et de la citoyenneté en 1987. Deux ans plus tard, elle est nommée magistrate à titre provisoire par arrêté d'organisation judiciaire. La même année, en 1989, elle est nommée premier substitut du procureur et affectée au parquet de la municipalité de Kalamu à Kinshasa. En 2013, elle devient conseillère à la Cour suprême et en 2018, conseillère au Conseil d'État. Le 21 octobre 2020, elle prête serment en tant que membre de la Cour constitutionnelle et elle est nommée par le président Félix Tshisekedi,. Elle a été sélectionnée sur le quota du Conseil Supérieur de la Magistrature (CSM), aux côtés de  Kamulete Badibanga Dieudonné et Kaluba Dibwa Dieudonné.
En mai 2023 elle représente, sur recommandation de son Président, la République démocratique du Congo à la première rencontre des femmes juges africaines, organisée à Libreville au Gabon.

## Vie privée
Alphonsine Kalume est la fille de Philippe Kalume Pene Poyo et de Virginie, tous décédés. Elle est mère de cinq enfants et l’aînée d’une grande famille. Elle est mariée à un magistrat.